# Berlin Sundgauer Straße
Berlin Sundgauer Straße (niem. Bahnhof Berlin Sundgauer Straße) – przystanek osobowy w Berlinie, w Niemczech, w dzielnicy Zehlendorf. Znajduje się 10,8 km Wannseebahn na skrzyżowaniu z ulicą Sundgauer Straße. Według DB Station&Service ma kategorię 5.

## Linie kolejowe
- Linia Wannseebahn

## Opis
Stacja S-Bahn znajduje się w Zehlendorf w dzielnicy Steglitz-Zehlendorf w Berlinie. Sąsiednie stacje: Lichterfelde West - 1,6 km, Zehlendorf - 1,2 km.
Przystanek obejmuje peron wyspowy o długości 166 metrów. Dostęp na peron jest możliwy dwa wyjścia zlokalizowane w centrum i na południowo-zachodnim końcu peronu. Budynek wejściowy to jednokondygnacyjny budynek z cegły, nawiązujący stylem do typowego budynku stacji w Berlinie z lat dwudziestych i trzydziestych, architektem był Richard Brademann. Koszty budowy wyniosły około 620 000 marek. Przystanek ten jest wymieniony jako pomnik na liście zabytków Berlina.